# Багрянцева, Анна Алексеевна
Анна Алексеевна Багрянцева (род. 8 января 2003, Челябинск) — российская волейболистка, центральная блокирующая.

## Биография
Начала заниматься волейболом в челябинской ДЮСШ «Юность-Метар». 1-й тренер — Л. В. Сухова. В 2017 году была принята в ВК «Динамо-Метар», за фарм-команду которого играла до 2022. Четырежды становилась призёром чемпионата и трижды — Кубка Молодёжной лиги. С 2020 выступает также за основную команду клуба в суперлиге. В 2025 году заключила контракт с ВК «Тулица».

### Клубная карьера
- 2017—2022 —  «Динамо-Метар»-2 (Челябинск) — молодёжная лига;
- 2020—2025 —  «Динамо-Метар» (Челябинск) — суперлига;
- с 2025 —  «Тулица» (Тула) — суперлига.

## Достижения

### Клубные
- бронзовый призёр розыгрыша Кубка России 2022.
- серебряный (2022) и 3-кратный бронзовый (2019—2021) призёр Молодёжной лиги чемпионата России.
- победитель (2021), серебряный (2018) и бронзовый (2019) призёр розыгрышей Кубка Молодёжной лиги.

### Индивидуальные
- 2021: лучшая блокирующая розыгрыша Кубка Молодёжной лиги.
- 2022: лучшая нападающая Молодёжной лиги.